# Hyayna
 (mars 2025).
Hyayna (en arabe : الحياينة) ou Ouled Hyyan ou Ouled Hyyoun  ou encore Hayyani (الحياني) (nisba des Hyayna) est une confédération tribale marocaine d'origine arabe hilaliennes,, bédouines, dont le territoire historique se situe au nord-est de Fès, représentant l'une des plus importantes tribus de la région prérifaine.
Elle est formée de trois tribus : les Oulad Amrane, les Oulad Aliane et les Oulad Riab.
Ils étaient aussi nommés (dans les livres en arabe) Les Bédouins de Hyayna (بدو الحياينة) et/ou Les Arabes de Hyayna (العرب الحياينة) pour les différencier des tribus amazighs, berbères, qui les entouraient et qui étaient alliées ensemble après l'ascension alaouite et/ou lors de leur arrivée au Maroc.

## Origine
Les Hyayna font partie de la grande tribu des Banu Hilal qui a immigré au Maghreb entre 1051 et 1110. La formation des Hyayna date de la seconde moitié du XVIe siècle. Elle résulte de la « greffe » de tribus guich, constituées de plusieurs confédérations tribales Banu Hilal venu de la région de Tlemcen de par les béni amer [source insuffisante]. Les dites tribus guich sont installées dans la région par le pouvoir saadien dans le but de protéger Fès, des turbulentes tribus berbères zénètes établies à l'est du couloir de Taza, ainsi que des invasions ottomanes, dans la région où, en 1558, a eu lieu la bataille de Wadi al-Laban contre ces derniers.
À l'origine, le territoire des Hyayna était habité par une autre tribu sanhajienne, les Beni Ouamoud, dont une majorité ont été remplacés sur cette terre, et expulsée dû à l'arrivée des tribus venues d'Algérie et installées là par les Saadiens.[Quoi ?] Les Hyayna étaient autrefois des nomades avant de ce sédentarisés.

## Territoire

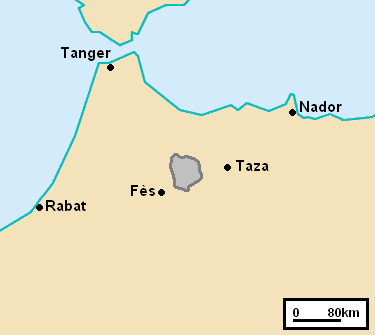
Localisation du pays Hyayna

Le « pays Hyayna », qui s'étend sur près de 1 600 km2, est situé à l'extrémité occidentale du couloir de Taza, limitrophe des territoires des Cheraga à l'ouest, des Jbala au nord et au nord-est, des Ghiata à l'est et des Berbères du Moyen-Atlas (Aït Warayn, Aït Sadden et Aït Seghrouchen) au sud[réf. nécessaire].
Il s'agit d'une formation complexe où les surfaces planes et les montagnes ne représentent souvent qu'un pourcentage limité, comprenant un ensemble de collines marneuses qui ont des sommets très étroits et d'une altitude comprise en moyenne entre 350 et 600 m, où domine la céréaliculture. D'ailleurs le fait qu'ils vivent dans ces plaines est noté comme une caractéristique des tribus arabes, même phénomène présent chez les Awlad Jama', les Awlad al-Hajj du Haouz et les Oudaya. Le territoire est naturellement peuplé de jujubier sauvages et de zernij. Un litige historique existe concernant les Hyayna, les Tsoul et les Senhaja Mosbah, tous voulant annexer le territoire de la tribu Huwwara al-Hadjar pour leur profit.

## Composition tribale

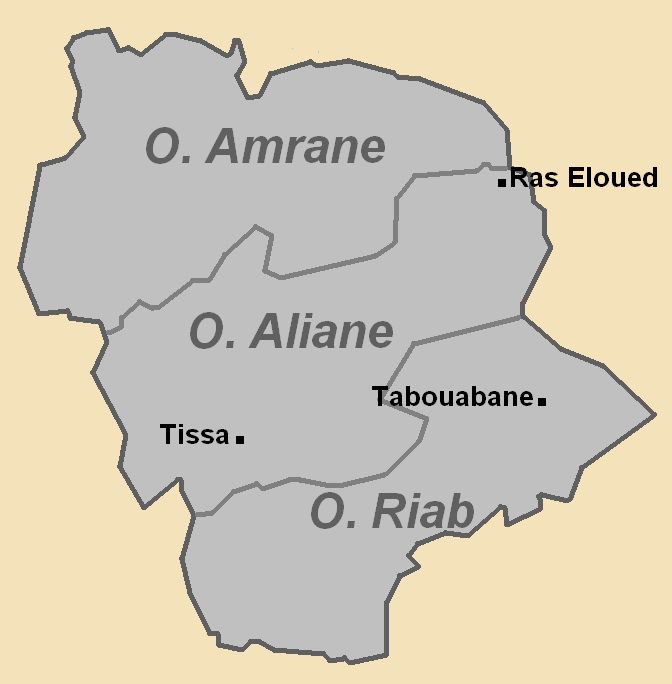
Répartition des territoires des tribus Hyayna

Les Hyayna sont divisés en 3 branches, basées sur une ancienne légende à propos de "Hayyan et ses 3 fils". En premier lieu, nous avons :

### Awlad Amrane
Ils se trouvent au nord du territoire des Hyayna et sont divisés en plusieurs clans :
- Al-Shafanah
  - al-Jaafrah
  - Awlad ben Ainah
  - al-Rashashin
  - Awlad al-Sultan
  - Jiahna
  - al-Hrarsha
  - Awlad Ghanem
- Awlad Youssef 
  - Awlad Bushta
  - al-Mahrarin
  - Awlad Jamouh
  - Awlad Aissa .

### Awlad Alian
Ils se trouvent au milieu du territoire et sont divisés en plusieurs clans :
- - Awlad 'Ali
  - Awlad Tkhil
    - Famille Awlad Massoud ben Ali al-Tkhili al-Aliyani

  - Sedrana
  - al-Duama
  - Awlad Malouk (Malik)
  - Awlad Hamoun
  - Awlad 'Aziz
  - Awlad Aaja
  - al-Jiahna
  - Awlad Hassan
  - Zouama
  - Awlad Jabr

### Awlad Riab
Et les Awlad Riab au sud, divisés en : 
- Awlad Yahya :
  - al-Shaashaa
  - al-Gharaba
  - Awlad Alid
- Awlad Bnikhal : 
  - al-Ghual
  - Awlad Hilal
  - al-Habarja
  - Bani Satitine
  - Awlad Abd al-Karim
  - Awlad Bouziane
  - al-Shababat
  - Bani Khalifa.

Cette structure reflète l'organisation sociale et la lignée de la tribu Hyayna, chaque branche ayant son propre ensemble de clans et de familles. Il est intéressant de voir comment la légende de Hayyan et de ses trois fils a influencé la structure et l'organisation tribales.

## Histoire

### Ère Saadienne
L'historien espagnol Luis del Marmol Carvajal, qui a voyagé à travers le pays au milieu du XVIe siècle (précisément en 1540), parle d'eux comme d'une tribu agricole prospère qui possédait 25 villages et fournissait quatre mille combattants à la dynastie saadienne.
Au XVIIe siècle, le mot « Hyayna » est mentionné pour la première fois par écrit. L'installation de cette tribu au nord-est de la ville de Fès semble remonter au milieu du XVIe siècle et au début du XVIIe siècle, composée de plusieurs confédérations tribales Banu Hilal guich originaires de l'est du Maroc (également venu de l'ouest algérien). La tribu est venue depuis la région de Tlemcen , des sous clan de béni amer venu vers le XVIe-XVIIe siècle, elle fut amenée par Sidi Mohamed ben Lahcen, dont la Qubba verte est établie sur le territoire du clan des Awlad Ajana. Initialement alliés aux Zayyanides, ils se sont ralliés à l'armée saadienne, et il semble qu'ils aient aidé la dynastie arabe des Saadiens dans leur conquête du Maroc contre les berbères Wattassides, conquérant Fès en 1549. En effet, afin de fermer le corridor de Taza aux envahisseurs ottomans venant d'Algérie, les Saadiens ont déployé des tribus guich (soldats arabes tribaux) dans cette zone stratégique sur le plan militaire pour défendre Fès[réf. nécessaire].
Depuis l'époque de l'arrivée des Banu Hilal en Afrique du Nord, les ancêtres des tribus Hyayna et Sheraga étaient des bédouins nomades, à l'arrivée dans la région de Fès, ces derniers faisait plusieurs attaques sur Fès, il fallut plusieurs générations pour leur sédentarisation dans la région[source insuffisante].
Les Hyayna ont contribué aux victoires marocaines lors de la bataille de Oued-el-Leben contre les Ottomans et de la bataille d'al-Kasr al-Kabir contre les Portugais, jouant un rôle prépondérant dans la politique marocaine dès le XVIe siècle.

### Ère Alaouite

#### Guerre de succession d'Abd al-Malik ben Ismaïl
Durant cette guerre qui va diviser le Maroc, les Hyayna vont prendre le parti légitimiste pour l'accession au trône de Moulay Abd al-Malik ben Ismaïl, avec d'autres tribus telles que les Cheraga, les Ouled Jamaa, les Sefiane et les Bani Malik. Les Abids Bukhari eux prendront le partie de Moulay Ahmed ad-Dahabi, le frère d'Abd al-Malik, s'en suivra une première bataille, la bataille de Wadi Inoul, qui fut une défaite pour les tribus légitimiste. Fuyants les Abids, les tribus vont se réfugier à Tissa, dans la terre des Hyayna. Les Abids Bukharis vont continuer à les poursuivre jusqu'à entrer dans le territoire des Hyayna, où ils commencent à pillés les biens et les fermes des Hayyanis et ramènent le butins à leur camp. Arrivé à Tissa, une bataille se déclare à nouveau, triomphe des tribus acculés, qui anéantissent les Abids, et iront les décapités et pillés 600 bêtes appartenant aux Abids.

#### Guerre Hispano-marocaine
Pendant l'ère Alaouite, les Hyayna ont participé à la bataille de Tétouan lors de la guerre hispano-marocaine de 1859[réf. nécessaire].
Dans Jany al-Azhar wa Nur al-Abhar[Quoi ?], on apprend que la tribu Hyayna possède plus de 10 000 esclaves à l'époque de Moulay Ismaïl, jeunes comme vieux, femmes comme hommes.

Vers la fin de l'année 1818, les Hyayna vont se révolter et influencent d'autres révoltes, notamment chez les Tadla et les Chaouïa, les révoltés pillèrent des caravanes d'or venant du Tafilalet et l'héritier, Moulay Brahim essayera d'attaquer les révoltés mais sera défait[source insuffisante].
En septembre 1897, à la suite d'une attaque du makhzen contre la tribu des Ait Youssi, une révolte éclate dans plusieurs tribus, autour du 13-15 septembre, les Hyayna et les Beni Sadden vont rejoindre les tribus insurgées et inquiéter de plus en plus l'État et les Français[source insuffisante]. En 1909, Bou Hamara abandonné par les Rifains sera accueilli parmi les Hyayna, mais trois colonnes du Sultan vinrent l'attaquer et durent encore fuir.

### Résistance à la colonisation
Les Hyayna sont connus pour leur résistance à la colonisation française. Sous la direction de Muhammad al-Hijami, ils ont mené des batailles acharnées contre les Français. Ils ont utilisé une tactique de guérilla de type frappe et fuite, détruisant des unités de l'armée française stationnées sur leurs terres[réf. nécessaire].

#### Siège de Fès (mai 1912)
En 1912, à la suite du traité de Fès, les Hyayna ont prévu d'attaquer Fès aux côtés d'autres tribus arabes. La coordination qui a eu lieu entre al-Hijami et Raho pour l'attaque de la ville de Fès le 16 mai 1912, lorsque Al-Hijami a dirigé un mouvement lancé depuis Boumershid une force comprenant 3 000 cavaliers arabes. Le siège de Fès a provoqué une interruption des lignes de communication avec le front côtier ouest. Les forces françaises, dirigées par le colonel Gouraud, ont réussi à lever le siège de la ville et ont repoussé les tribus assiégeantes[réf. nécessaire].

#### Bataille des Awlad Riab (17 juin 1912)
Le général Grou, avec son armée composée de six bataillons, quatre compagnies et trois batteries, est arrivé au cœur du pays des Oulad Riab le 15 juin 1912 et s'est installé sur le marché de Thula al-Nakhila. Trois jours plus tard, les Hayaina ont attaqué la Division Durand le 17 juin. Cependant, l'artillerie du colonel Mazillier a repoussé cette attaque, et la bataille s'est terminée avec la mort de huit personnes, dont le lieutenant Heitz, quatre disparus et trois blessés. Le reste de ce régiment a été sauvé par une contre-attaque dirigée par le sergent Leroz avec 12 soldats et quelques spahis. Les combattants de la résistance ont continué à assiéger ce régiment, et à ce sujet, le général Gouraud a déclaré : "J'ai reçu une correspondance du colonel Mazillier me disant qu'il se cachait à Dardara après avoir été poursuivi par l'ennemi jusqu'à Bani Saden, et il a subi 13 blessures à la suite de cela". Le général Gouraud a décrit cette bataille comme ayant eu lieu par une température élevée atteignant 47 degrés à l'ombre et 57 degrés au soleil. Face à cette situation, le général Gouraud a dû sortir avec ses unités pour briser le siège autour de l'unité du colonel Mazillier, et le commandant Giralt a été chargé de cette opération avec deux pelotons de tirailleurs, le Peloton 75, et un bataillon. Cela a réussi à démanteler la force assiégeante de Muhammad al-Hijami.

#### Bataille de Wadi Inawin (19 June 1912)
Quelques groupes de combattants de la résistance se déplacent de la rive droite à la rive gauche de Wadi Inawin. En ce qui concerne le plus grand rassemblement d'entre eux, il était du côté ouest de la vallée.
La bataille a commencé à une heure et a continué jusqu'à quatre heures et demie, sans que ces unités ne parviennent à traverser. Le général Gouraud a tenté de rectifier la situation et de se déplacer de manière opportune. Il a donc initié l'envoi de Giridon avec un peloton et une compagnie pour surveiller ce qui se passait à l'arrière de l'armée. Il s'est assuré qu'elle était assiégée par la résistance d'al-Hijami. Le régiment Steimetz a été envoyé pour briser ce siège, et cette opération s'est terminée avec succès. Le Roud a pris le contrôle des sommets et a soumis les Awlad Bouisha, en plus d'établir un centre militaire dans cette région.
À la suite de cela, les unités françaises ont mobilisé toutes leurs divisions (Division Guillon et Division Verdet) ainsi que Faisal Millier pour mener une attaque globale contre les assiégeants. À ce sujet, le général Gouraud a déclaré : "L'ennemi est devant nous et derrière nous, donc les archers se sont retirés vers l'arrière, souffrant beaucoup de la soif". Le siège n'a pas duré longtemps, car l'attaque préméditée a réussi, le sommet dominant la rivière a été contrôlé et à huit heures, tous les éléments de ces unités ont campé dans des endroits stratégiques, étendant ainsi leur force sur l'ensemble de la région. Cependant, tout cela ne s'est pas terminé sans laisser de victimes. Dans les rangs de ces forces, un soldat a été tué et douze d'entre eux ont été blessés, dont les lieutenants Delage et Flèche.

#### Bataille de Karana (22 juin 1912)
Muhammad Al-Hijami n'a pas hésité à attaquer les unités françaises, les attaquant à Karana, mais l'artillerie l'a repoussé. Gouraud a déclaré : « Vers neuf heures, une cavalerie est apparue à l'est, nous avons pensé que c'était la cavalerie de Bani Wartin, mais c'était la cavalerie des rebelles de Bani Saden, et nous avons atteint ces hauteurs, où nous pensions qu'il y avait la présence de Sharif Al-Hijami, mais il a disparu. »

## Religion
Les Hyayna, comme la majorité des tribus du Maghreb étaient sous la domination religieuse d'une Tariqa soufie ou d'une famille chérifienne, pour leur cas, et celui des Mtalsa, Beni Ouaraïne, Ghiata, Tsoul, Branes, ils étaient tous sous l'influence des Chérifs Ouazzani, tellement que l'influence des sultans Alaouites était beaucoup moins importante que celle portée pour les Ouazzani[source insuffisante]. Également on retrouve une zaouïa de la tariqa Khamlichiyah, fondé par Ali ben Abd al-Wahid ben Ahmed ben Yahya Khamlich, venu des Sanhaja Srair.

## Langues
Les Hyayna sont entièrement arabophones. Leur parler est rattaché aux dialectes hilaliens. Ils ont un parler similaire à celui des Cheraga et des Awlad Jama', leur dialecte est considéré comme celui le plus proche de l'arabe classique[réf. nécessaire].
Dans leur migration de l'Algérie (Royaume Zianides) jusqu'au Maroc (Saadiens), les Hayyanis vont apporter un mot utilisé à Tlemcen pour désigner les descendants de Turcs, « Mkragel » (مكرغل) distinguant les Turcs des Algériens autochtones, ce mot étant un synonyme de « Kouloughli » et est devenu par la suite utilisé à Fès[source insuffisante].

## Culture

### Armement
Les Hayyanis sont de grand cavaliers. Leur capitale, Tissa, se nomme « la Mère des Chevaux », ils magnent le « mekhtaf » (littéralement « ancre » en arabe), un long bâton au bout duquel se trouve une sorte de faucille, et ils sont également pourvus de « remington ».

## Personnalités
- Brahim El Bahri : footballeur professionnel marocain, possiblement issu de la tribu, ce dernier né dans sa capitale, Tissa.